# Gloria Brame
Pour les articles homonymes, voir Brame.
Gloria Glickstein Brame (née le 20 août 1955) est une écrivaine et thérapeute américaine en sexologie originaire d'Athens (Géorgie).

## Biographie
Membre du American College of Sexologists et sexologue, Brame obtient son diplôme en sexualité humaine de l'Institute for Advanced Study of Human Sexuality en 2000. Elle est spécialisée en tout ce qui a trait au BDSM, fétichisme sexuel et impuissances sexuelles et pratique également la domination.
Brame est l'auteure de deux ouvrages intitulés Different Loving: the World of Sexual Dominance and Submission et Come Hither: A Commonsense Guide To Kinky Sex. Sa dernière publication en date de 2011 est intitulée The Truth About Sex, A Sex Primer for the 21st Century Volume I: Sex and the Self.